# Nertschinski Sawod
Nertschinski Sawod (russisch Не́рчинский Заво́д) ist ein Dorf (selo) in der Region Transbaikalien in Russland mit 2842 Einwohnern (Stand 14. Oktober 2010).

## Geographie
Der Ort liegt etwa 430 km Luftlinie östlich der Regionshauptstadt Tschita im Mittelgebirgsland zwischen der Nertschinsker Gebirge (Nertschinski chrebet) und dem gut 10 km östlich fließenden Argun, der dort die Grenze zur Volksrepublik China markiert.
Nertschinski Sawod ist Verwaltungszentrum des Rajons Nertschinsko-Sawodski sowie Sitz und einzige Ortschaft der Landgemeinde Nertschinsko-Sawodskoje selskoje posselenije.

## Geschichte
1704 entstand bei einem Blei- und Silbererzvorkommen unweit einer älteren russischen Ansiedlung ein Berg- und Hüttenwerk. Es trug zunächst den Namen Argunski sawod („Argun-Werk“, nach dem nahen Fluss), ebenso die zugehörige Siedlung. Dort wurde das erste Silber des Russischen Reiches in größerem Umfang geschmolzen. Als eine der abgelegensten Ansiedlungen des Reiches im Südosten Sibiriens (das Amurgebiet und die östlicheren Teile kamen erst mit dem Vertrag von Aigun 1858 hinzu) wurde der Ort 1764 als Verbannungsstätte gewählt. In dieser Zeit (zwischen 1763 und 1775) erhielt er seinen heutigen Namen („Nertschinsker Werk“) nach der gut 200 km westlich gelegenen Stadt Nertschinsk, über die er üblicherweise zu erreichen war, und wurde zum Verwaltungszentrum für die Vielzahl von Berg- und Hüttenwerken der Region und die in ihrem Umfeld befindlichen Gefängnisse, die Teil der sogenannten „Nertschinsker Katorga“ waren. Dies blieb auch nach der Schließung des Nertschinsker Werkes wegen Erschöpfung der Erzvorkommen 1853 bis etwa 1917 so.
1872 wurde Nertschinski Sawod Verwaltungssitz eines bis 1924 existierenden Okrugs der seit 1851 bestehenden Oblast Transbaikalien, erhielt jedoch nicht das Stadtrecht. Seit 1926 (mit Unterbrechung 1963–1970) ist der Ort Verwaltungssitz eines Rajons.

### Bevölkerungsentwicklung
| Jahr | Einwohner |
| ---- | --------- |
| 1897 | 3663      |
| 1939 | 4219      |
| 1959 | 3656      |
| 1979 | 3243      |
| 1989 | 3845      |
| 2002 | 3149      |
| 2010 | 2842      |

Anmerkung: Volkszählungsdaten

## Verkehr
Nertschinski Sawod liegt an der Regionalstraße 76A-008 (früher R426 und R429) von Mogoitui an der Fernstraße A350 über Sretensk und Gasimurski Sawod, die weiter zum etwa 20 km entfernten Dorf Olotschi führt, wo eine Straßenbrücke den Argun in die Volksrepublik China überquert. Einige Kilometer westlich von Nertschinski Sawod, beim Dorf Iwanowka, zweigt die 76A-011 (früher R430) über Alexandrowski Sawod nach Borsja (ebenfalls an der A350) ab.